# سلبوغة معرقة
سلبوغة معرقة (الاسم العلمي:Solpuga venosa) هي نوع من العنكبوتيات يتبع جنس السلبوغة من الفصيلة السلبوغية.